# Tatort: Tödliche Souvenirs
Tödliche Souvenirs ist der Titel eines Tatort-Krimis. Der ORF-Fernsehfilm nach einem Drehbuch von Felix Mitterer wurde am 22. Juni 2003 erstgesendet und ist die 536. Folge der Tatortreihe.  Für den Major Moritz Eisner, alias Harald Krassnitzer, ist es der 9. Fall, in dem er ermittelt, bei dem es um eine Mordserie an Touristen geht, die allesamt Stammgäste eines Hotels sind. Auf der Suche nach dem Motiv und dem Mörder müssen Eisner und seine Assistentin Gschnitzer weit in die Vergangenheit blicken.

## Handlung
In dem belebten Tourismusort Lahnenberg häufen sich tödliche Unfälle. Die Tatsache, dass bei allen Opfern Schneekugeln gefunden wurden, lässt eher auf eine geplante Tötung schließen als auf zufällige Unfälle. Der Mörder hinterlässt bei jedem Opfer ein solches „tödliches Souvenir“. Auch wohnten sie im selben Hotel, welches nun Umsatzeinbußen befürchtet und sich dadurch der Erfolgsdruck auf das Ermittlerteam verstärkt.
Als Verdächtige gibt es den im Alpenhotel beschäftigten DJ und Animateur Jan Becker, der mit einem der Mordopfer tags zuvor einen handfesten Streit hatte. Außerdem kennt er sich als Animateur mit den Details der Freizeitsportarten gut aus, bei denen die Opfer zu Tode gekommen sind.
Auch Werner Kofler, der Bruder des Lahnenberger Hotel-Kaisers ist verdächtig, da er sich mit der Art des modernen Tourismus ebenso wenig identifizieren kann wie dessen alter Vater. Zudem waren alle drei Opfer Stammgäste des Hotels. Und da das Hotel des Bürgermeisters Robert Stöckl kurz vor der Insolvenz steht, weil er dem Konkurrenzdruck der Koflers nicht mehr gewachsen ist, hätte auch er allen Grund, ihnen zu schaden.
Bei ihren Ermittlungen stoßen Eisner und Gschnitzer auf einen älteren Vorfall, bei dem ein Gast des Alpenhotels bei einem Treppensturz zu Tode gekommen ist. Die Zeugen, die diesen Unfall bestätigten, waren genau die Gäste, die gerade nacheinander ermordet wurden. So nehmen die Ermittler Markus Kofler genauer unter die Lupe und es stellt sich heraus, dass Markus Kofler vor ca. 15 Jahren eine junge Frau vergewaltigt und ermordet hat. Obwohl alles von ihm als Unfall getarnt wurde, droht jetzt aber doch das Ganze ans Licht zu kommen. So hat aber nicht Markus Kofler die Morde detailliert geplant und ausgeführt, sondern Jan Becker, der, wie sich herausstellt, der Sohn der damals Getöteten ist. Alle, die sich am Tod seiner Mutter mitschuldig gemacht haben, wollte er zur Rechenschaft ziehen. Am Ende kann er noch Werner Kofler ermorden – jedoch gelingt Eisner noch die Festnahme des Jan Becker, bevor er auch noch Markus Kofler töten kann.

## Hintergrund
Die Dreharbeiten fanden im Jahr 2002 statt, die Aufnahmeorte waren das Mieminger Plateau und das Ötztal. Die Außenaufnahmen des Hotels entstanden in Seefeld in Tirol. Der fiktive Ortsname Lahnenberg ist eine Reminiszenz an Mitterers tourismuskritische Filmsatire „Die Piefke Saga“, in der ebenfalls Ludwig Dornauer besetzt war.

## Rezeption

### Einschaltquoten
6,53 Millionen Zuschauer sahen die Folge Tödliche Souvenirs in Deutschland bei ihrer Erstausstrahlung am 22. Juni 2003, was einem Marktanteil von 23,0 % entsprach.

### Kritiken
Rainer Tittelbach von tittelbach.tv schreibt, dass „Fünf tote Touristen – nicht die beste Werbung für einen Tiroler Urlaubsort“ seien. „Die Austria-‚Tatorte‘ sind eine willkommene Abwechslung im deutschen Großstadtkrimi-Dschungel.“ Tödliche Souvenirs sei „dennoch ein spannendes, atmosphärisches Krimi-Schmankerl.“
TV Spielfilm schrieb über diese Tatortepisode: „Autor Felix Mitterer […] entwarf eine düstere Heimatfilm-Variante und sezierte die dunklen Seiten ehrbarer Landsleute, ihrer bigotten Moral und Selbstherrlichkeit.“ Das entsprechende Fazit lautet: „In der Provinz tun sich Abgründe auf“.